# Etzikom Coulee
Etzikom Coulee är en dal i Kanada.   Den ligger i provinsen Alberta, i den södra delen av landet, 2 700 km väster om huvudstaden Ottawa.
Trakten runt Etzikom Coulee består till största delen av jordbruksmark. Trakten runt Etzikom Coulee är nära nog obefolkad, med mindre än två invånare per kvadratkilometer.